# Асуман Йоздаглар
Асуман Йоздаглар (на турски: Asuman Özdağlar) е турски учен, известна със своите изследвания и проучвания върху теорията на игрите и оптимизацията. Завършила е Близкоизточния технически университет, катедра „Електротехника и електроника“. Заминава за Съединените щати през 1996 г., където завършва магистърска и докторска степен в Масачузетския технологичен институт през 2003 г. През 2012 г. става преподавателка и получава званието професор в Масачузетския технологичен институт. През декември 2017 г. е назначена за ръководител на катедрата по електротехника и компютърни науки на Института.
Неин баща е Исмаил Йоздаглар, бивш депутат и министър, който се е занимавал с петролните въпроси в първия кабинет на Тургут Йозал. Съпругът ѝ Дарон Аджемоглу е професор по икономика в MIT, известен турски икономист.